# Wilhelm Ewald (Verwaltungsjurist)
Wilhelm Ewald (* 19. Juni 1825 in Gotha; † 13. Juli 1887 ebenda) war ein deutscher Jurist und Politiker.

## Leben

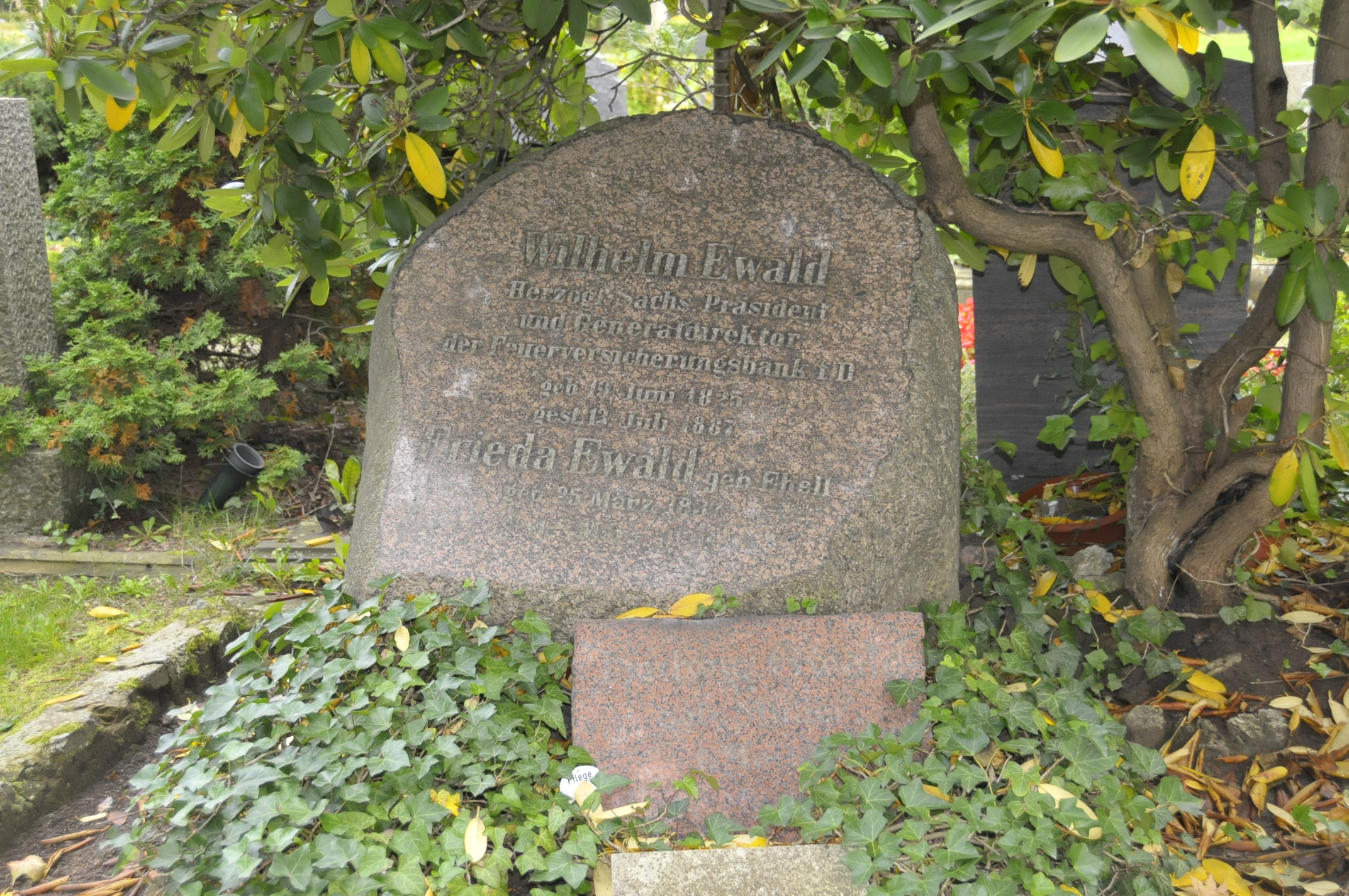
Grabstätte der Familie Wilhelm Ewald auf dem Hauptfriedhof Gotha

Als Sohn eines Geheimen Hofrats, Oberbibliothekars und Direktors der Friedensteinschen Sammlungen geboren, studierte Ewald nach dem Besuch des Gymnasiums in Gotha Rechtswissenschaften in Jena und Bonn. Während seines Studiums war er 1845 eines der Gründungsmitglieder der Bonner Burschenschaft Frankonia. Nach seinem Studium wurde er Landrat in Coburg und ab 1872 in Gotha. Seine Landratszeit in Coburg wurde von Heinrich Schaumberger 1876 in seinem Roman Fritz Reinhardt verewigt. Ab 1865 gehörte er dem Gothaer Landtag an. Er wurde Präsident des Herzoglichen Hofamtes in Coburg mit dem Titel Hofkammerpräsident. Er war ein Vertrauter von Herzog Ernst II. 1882 wurde er Generaldirektor der Feuerversicherungsbank in Gotha.